# Spiranthes lacera
Spiranthes lacera är en orkidéart som först beskrevs av Constantine Samuel Rafinesque, och fick sitt nu gällande namn av Constantine Samuel Rafinesque. Spiranthes lacera ingår i släktet skruvaxsläktet, och familjen orkidéer.

## Underarter
Arten delas in i följande underarter:
- S. l. gracilis
- S. l. lacera

## Bildgalleri

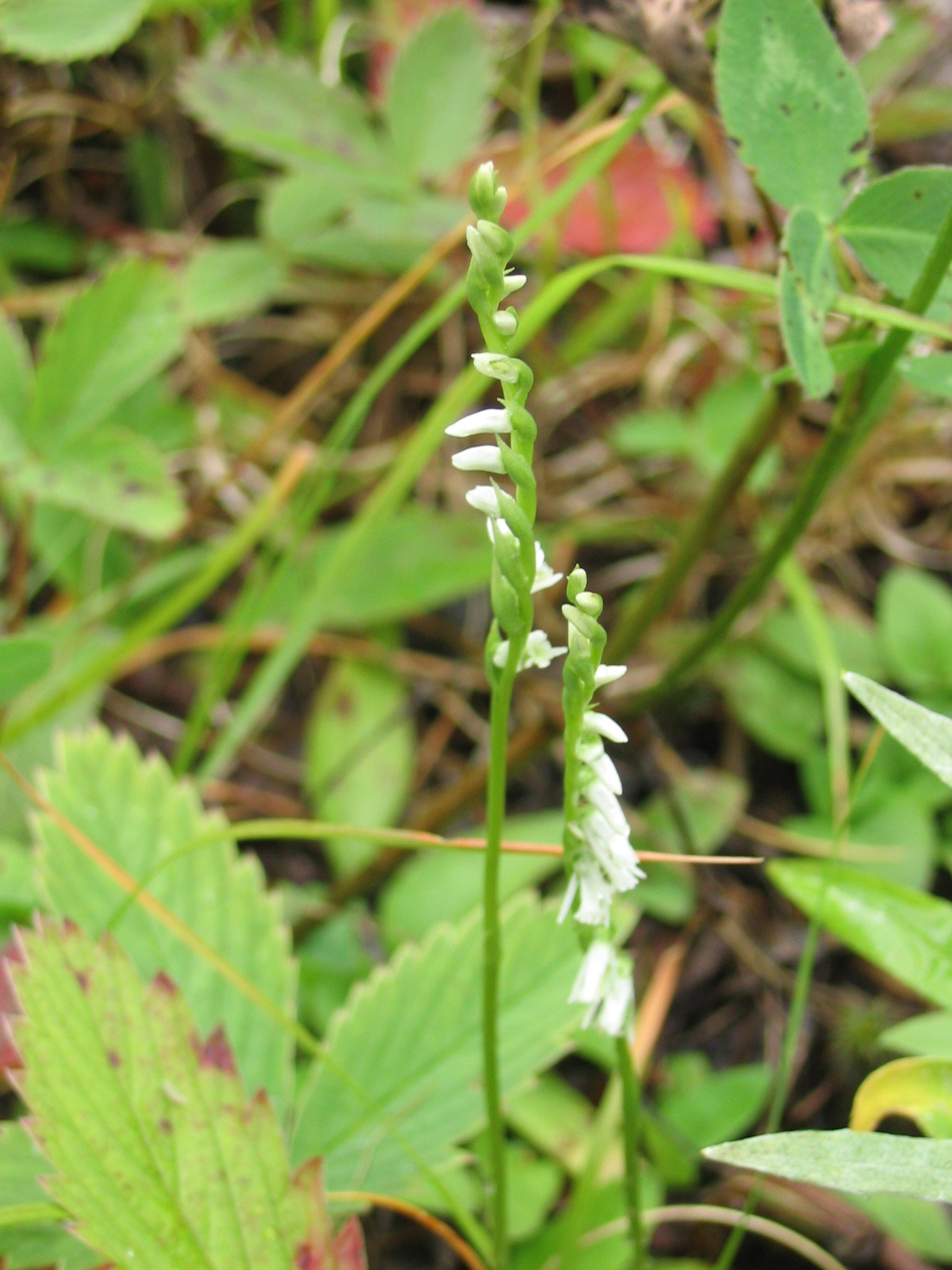
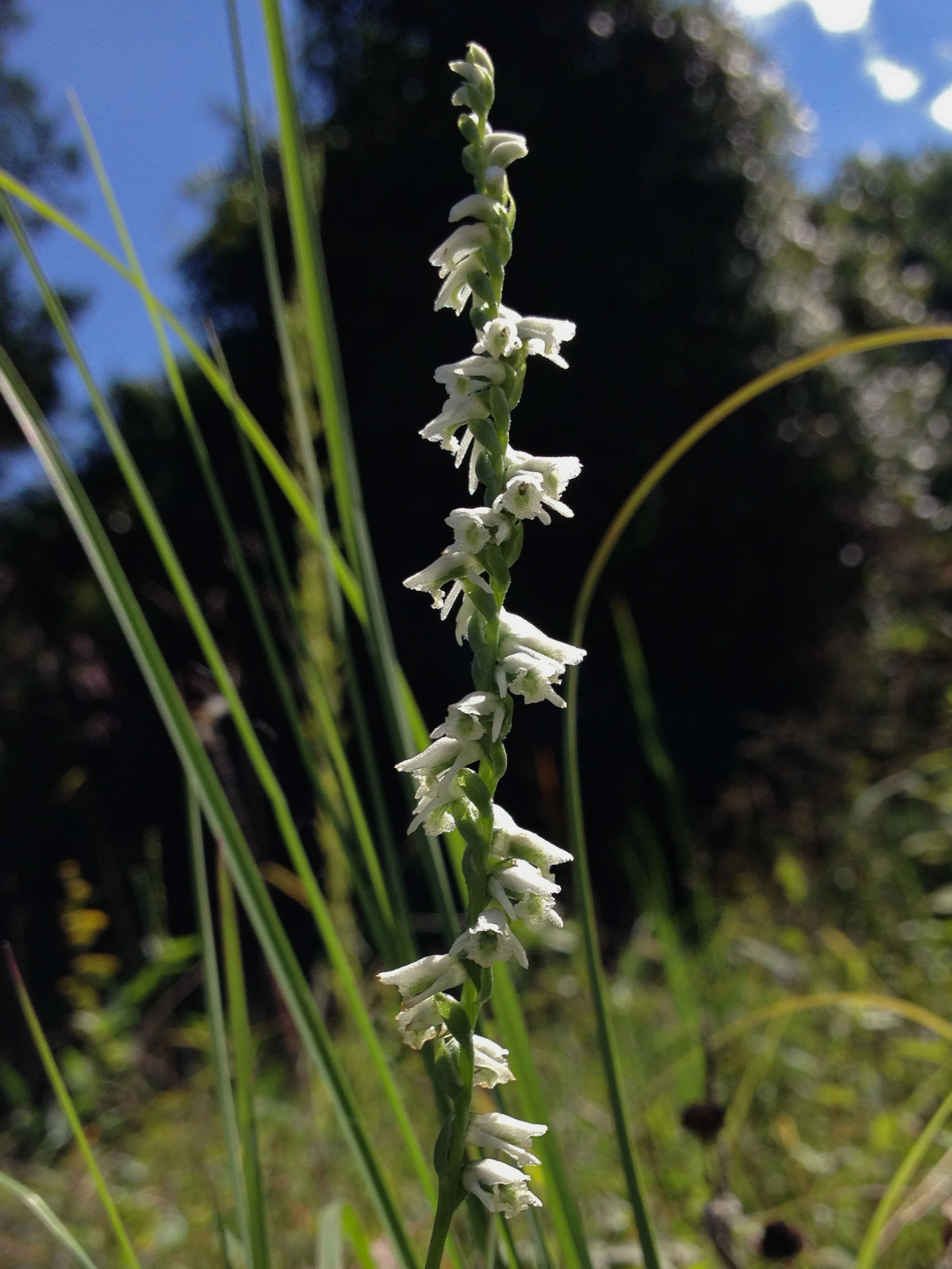
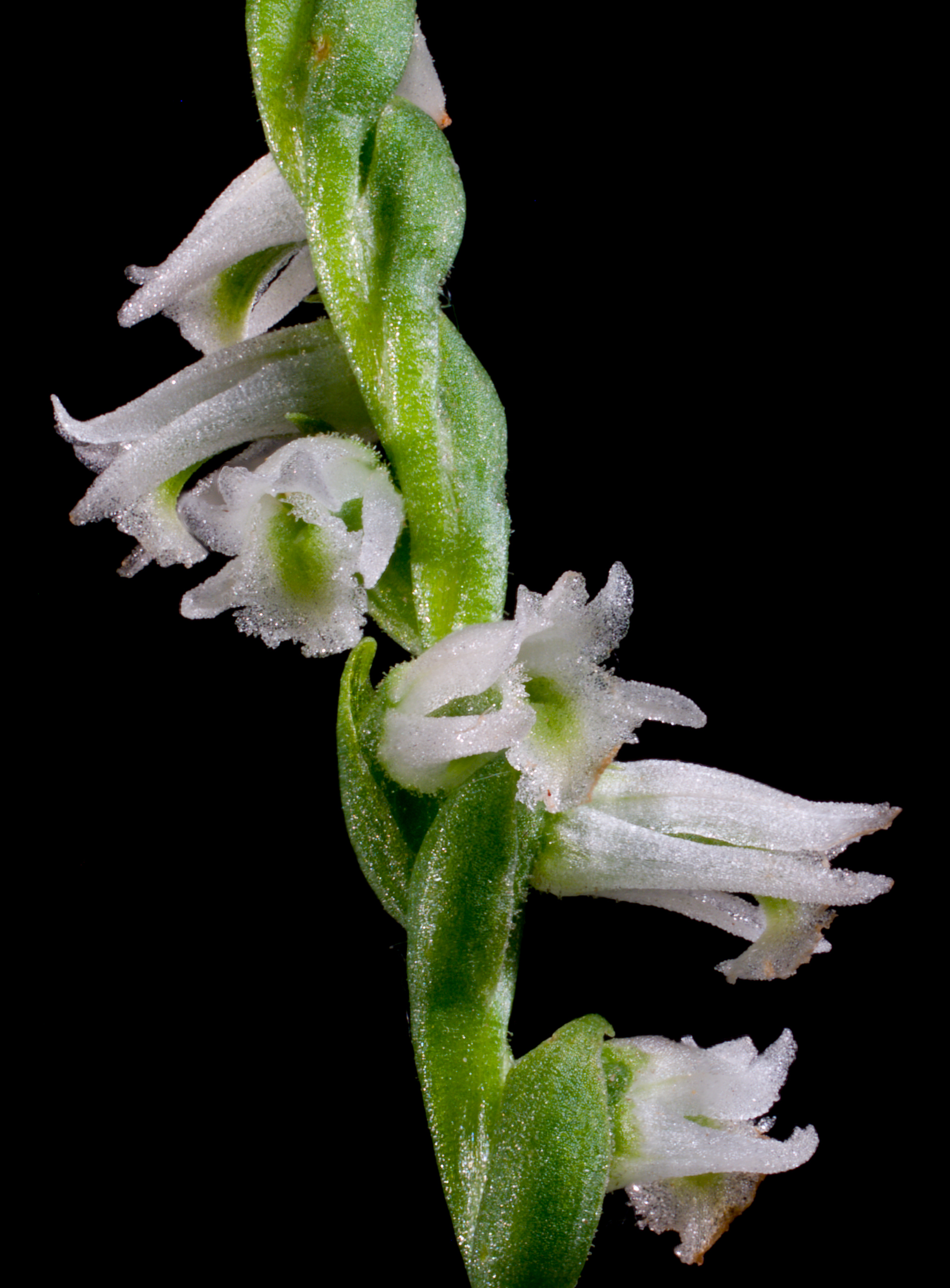
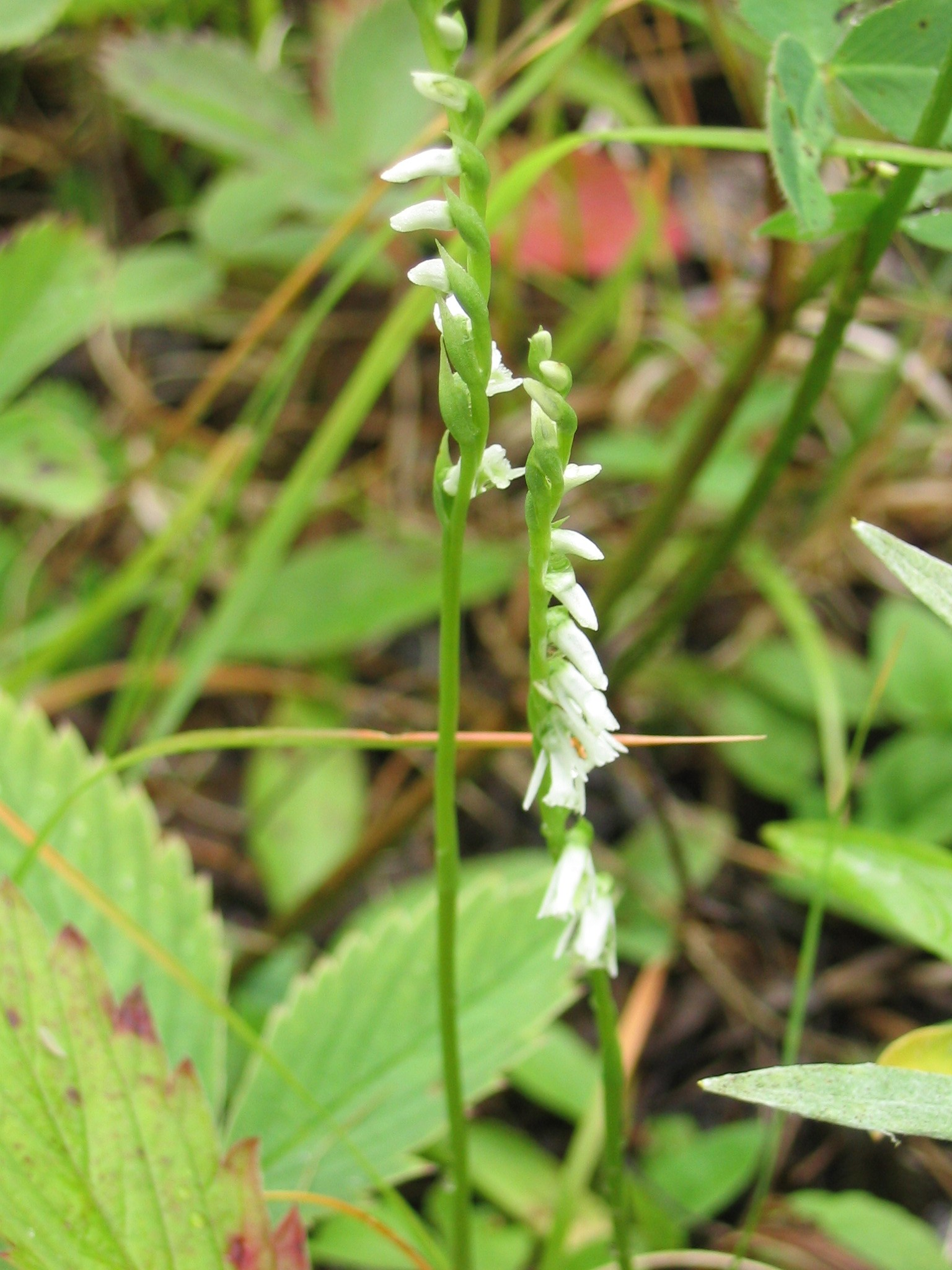
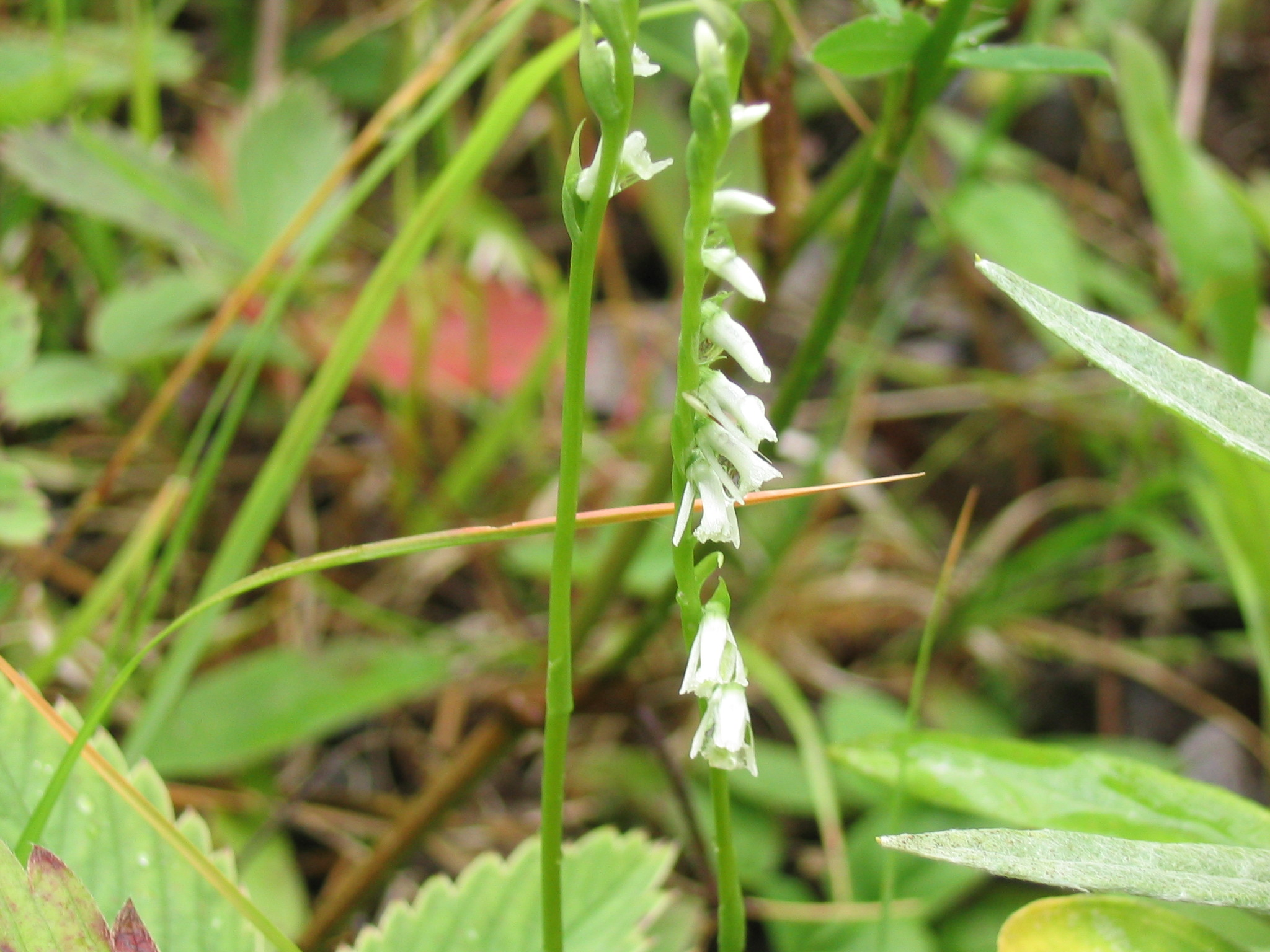
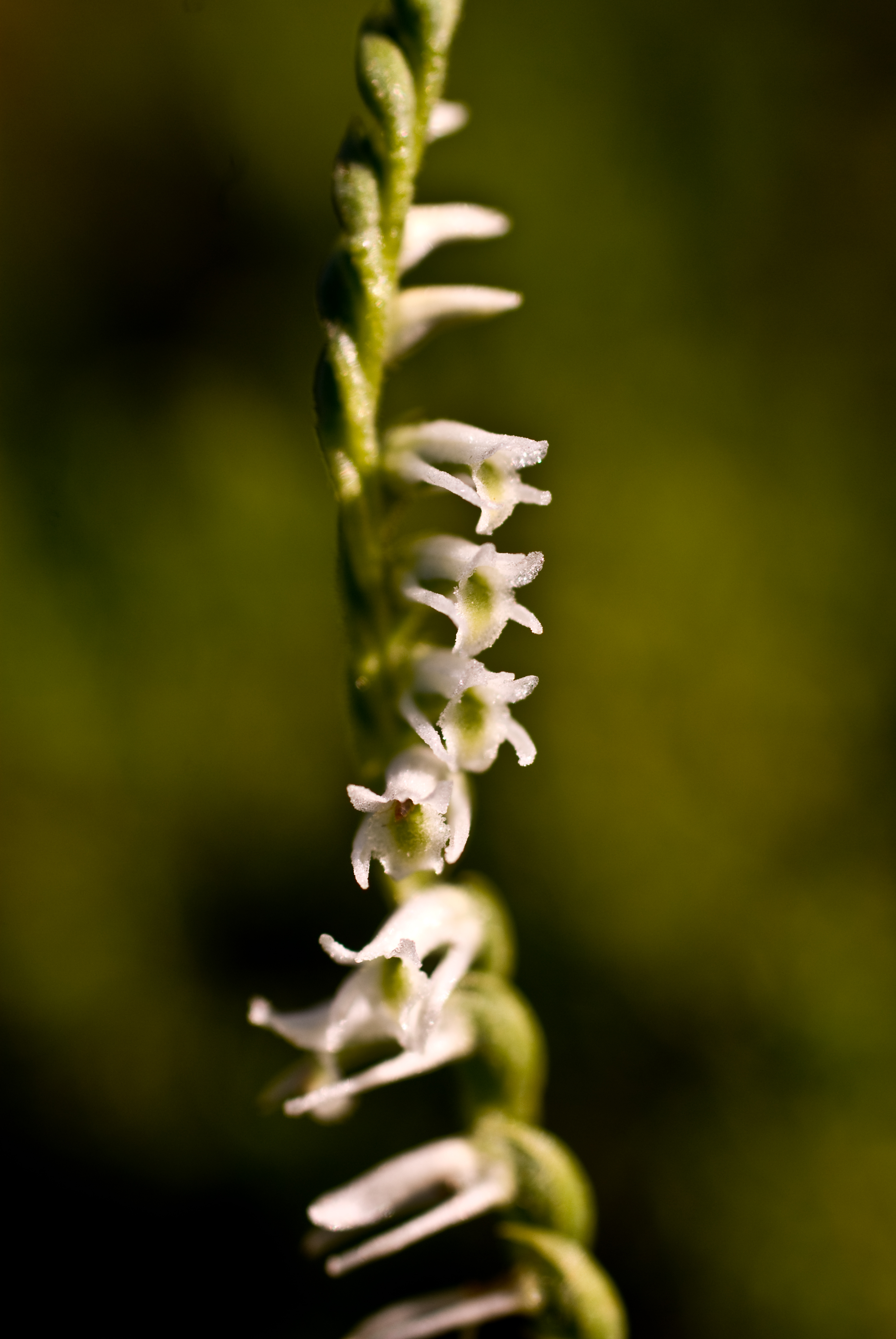